# Ernesto Sábato

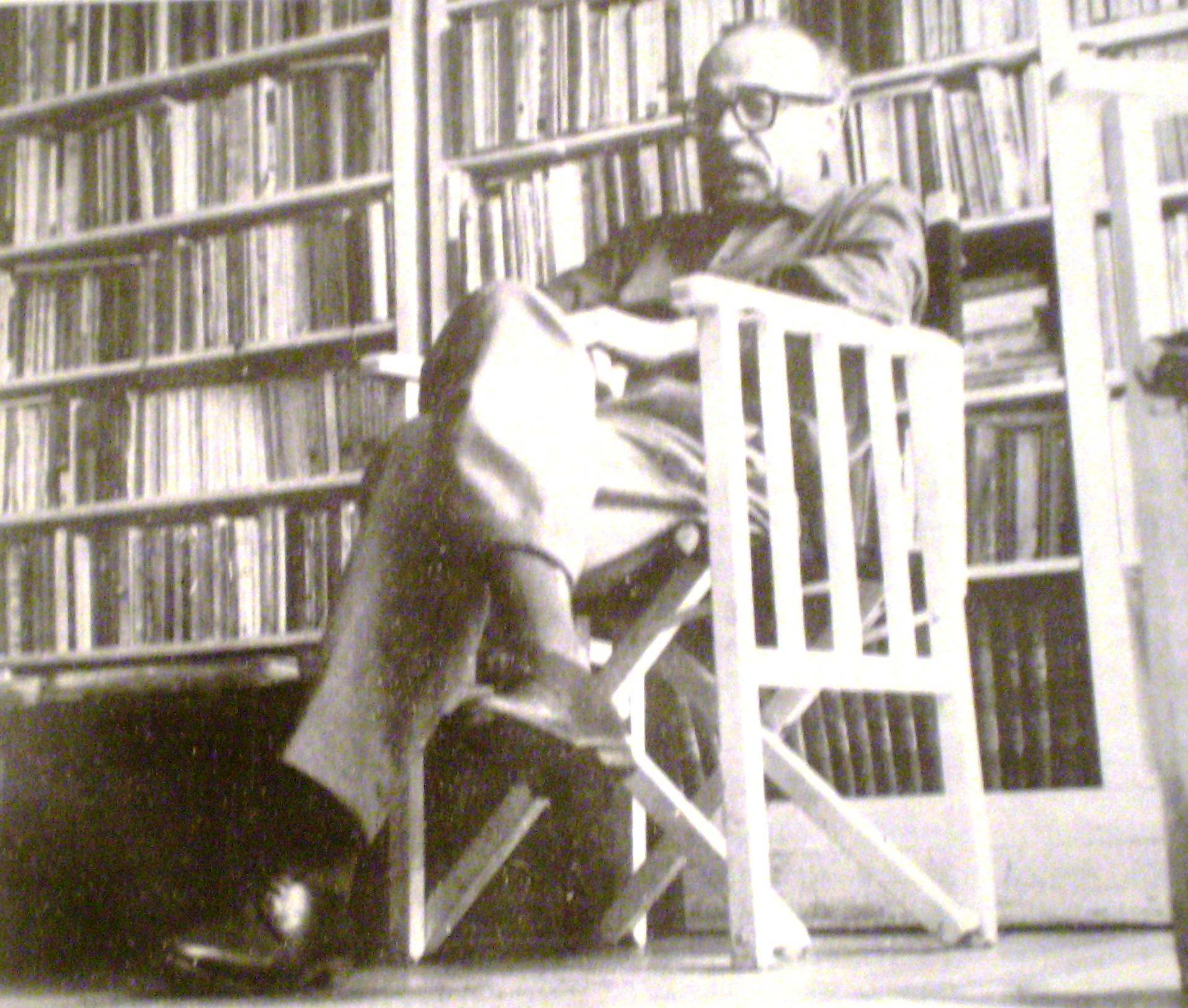
Ernesto Sábato

Ernesto Sábato (Rojas, 24 juni 1911 – Santos Lugares, 30 april 2011) was een Argentijns schrijver en wetenschapper.

## Leven
Sábato werd geboren als voorlaatste van 11 kinderen van Italiaanse emigrantenouders in Argentinië. Hij studeerde natuurkunde. Hoewel hij van jongs af aan werd aangetrokken door de literatuur, koos hij voor de exacte wetenschappen omdat hij, zoals hij later verklaarde, "in de platonische orde de rust zocht die hij in zijn innerlijk niet vinden kon". Als natuurkundige specialiseerde hij zich verder in Frankrijk en de Verenigde Staten, en publiceerde hij in 1938-1939 belangwekkende artikelen over de theoretische fysica. Na zijn terugkomst in Argentinië werd hij hoogleraar aan de Universiteit van La Plata.
Sábato is ook altijd sterk politiek geëngageerd geweest, vanuit een van oudsher linkse achtergrond. Hij speelde een belangrijke rol in het politieke debat in Argentinië na de Vuile Oorlog. In de jaren tachtig was hij bovendien voorzitter van de CONADEP, de commissie die tot taak had bewijsmateriaal te verzamelen over de misdaden van de militaire dictatuur.
In de proloog van het rapport van de CONADEP Nunca Más (1984, Nooit meer) schreef Sábato: "Vanaf het moment van hun ontvoering waren de slachtoffer volslagen rechteloos; zonder enig contact met de buitenwereld, vastgehouden op onbekende plaatsen, onderworpen aan helse martelingen, onwetend van wat hun op termijn of het volgende moment te wachten stond, de kans lopend met blokken cement aan hun voeten in een rivier of in zee te worden gegooid of tot as te worden verbrand; toch waren ze geen dingen en hadden ze nog menselijke eigenschappen: ze voelden pijn, herinnerden zich hun moeder of hun kind of hun vrouw, schaamden zich peilloos diep als ze publiekelijk werden verkracht..."

## Literair werk
Sábato's eerste literaire werk, Uno y el universo, dateert van 1945: een verzameling korte teksten waarin verschillende literaire, wetenschappelijke en filosofische onderwerpen worden behandeld. Ook in volgende werken, Hombres y engranajes (1951) en Heterodoxia (1953), snijdt hij een grote verscheidenheid aan literaire en culturele onderwerpen aan. 
De politieke ontwikkelingen in zijn land brachten Sábato er ook toe zich voortdurend te verdiepen in de Argentijnse problematiek, hetgeen hij vooral deed vanuit een cultureel perspectief. Essays met zijn bespiegelingen zijn onder andere samengebracht in Apologias y rechazos (1979).
Sábato schreef drie romans. De eerste, El Túnel (1948, De tunnel), werd vooral geprezen in existentialistische kringen, onder meer door Albert Camus.

Zijn tweede roman, Sobre héroes y tumbas (1961, Over helden en graven), waarin hij naar eigen zeggen “naar het wezen van de mens graaft”, wordt algemeen beschouwd als zijn belangrijkste werk. Het bevat het bekend geworden hoofdstuk Rapport over blinden, een soort roman in een roman waarin de metafysische en ethische toon van Sábato’s werk in optima forma gestalte krijgt, “als het opsporen van de laatste gruwelijke waarheden die zich in de bodem van de mens bevinden”.
In Sábato’s lijvige derde roman, Abaddón el exterminador (1974, niet vertaald), die vrijwel al diens voorgaande teksten omvat, stelt hij als het ware zichzelf ter discussie, zijn welslagen en zijn mislukkingen. De grenzen tussen de fictieve personages en de romanschrijver vervagen voortdurend, op bijna surrealistische wijze. Het is een complex en caleidoscopisch boek dat wel wordt gezien als de apotheose van Sábato’s totale oeuvre.

### Romans

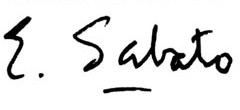
Handtekening Sábato

- El Túnel, 1948; Nederlands: De tunnel
- Sobre Héroes y Tumbas, 1961; Nederlands: Over helden en graven
- Abaddón el Exterminador, 1974

### Essays
- Uno y el Universo, 1945
- Hombres y Engranajes, 1951
- Heterodoxia, 1953
- El caso Sabato. Torturas y libertad de prensa. Carta Abierta al General Aramburu.
- El otro rostro del peronismo. 1956
- El escritor y sus fantasmas.
- El Tango, discusión y clave.
- Romance de la muerte de Juan Lavalle. Cantar de Gesta.
- Pedro Henríquez Ureña
- Tres aproximaciones a la literatura de nuestro tiempo: Robbe-Grillet, Borges, Sartre.
- Eduardo Falú (met León Benarós).
- Diálogos (met Jorge Luis Borges).
- Apologías y Rechazos.
- Los libros y su misión en la liberación e integración de la América Latina.
- Entre la letra y la sangre. Conversaciones con Carlos Catania.
- Antes del fin, 1998 Memorias.
- La Resistencia, 2000

### Overige werken
- Nunca más (rapport CONADEP), 1984; Nederlands: Nooit opnieuw
- Obra completa